# Франкизам
Франкизам (енгл. Frankism) био је шабатеански верски покрет који потиче из рабинског јудаизма 18. и 19. века, основан у Подолији, добио је име по свом оснивачу, Јакобу Франку. Франк је тиме, бар званично, одбацио јеврејске норме, проповедајући својим следбеницима да су обавезни да прекрше моралне границе, прихватајући антиномијанизам. Франкисти су се бавили сексуално промискуитетним обредима, као што је био озлоглашени инцидент из 1756. у Ланшкроуну где су наводно ухваћени како плешу око полуголе жене која симболизује Шекину.
На свом врхунцу, франкизам је имао можда 50.000 следбеника, првенствено Јевреја који су живели у Пољско-литванском Комонвелту, као и у другим регионима Централне и Источне Европе. Касније су франкисти били охрабрени да масовно пређу у католицизам.

## Опис
Франкисти су веровали у Шабтаја Цвија, једног од најпознатијих самопроглашених месија у јеврејској историји. Веровао је у кршење јеврејских заповести како би се уздигле „божанске искре“ које су њима ограничене. Чинио је радње које су кршиле традиционалне јеврејске забране, попут једења хране забрањене кашрутом, јеврејским законима о исхрани, и прослављања прописаних дана поста као празника. На крају се одлучио да пређе у ислам уместо да се суочи са погубљењем због тврдње да је месија у јудаизму. Након Зевијеве смрти, развило се неколико грана сабатаизма које се нису слагале око тога које аспекте јудаизма треба сачувати, а које одбацити.
Јакоб Франк је тврдио да је реинкарнација Шабтаја Цвија и следио је и проширио његову праксу преступа. Инцест између оца и ћерке је био уобичајена пракса његових следбеника, а оргије су биле истакнуте у ритуалу. Френк је тврдио да ће „сви закони и учења пасти“,  и, пратећи антиномијанизам, тврдио је да је најважнија обавеза човечанства прекршај сваке границе.

## Организација
Јаков Франк је стајао на челу франкизма. Своје следбенике је сматрао војницима, а сви су били чланови чете која је требало да изгради војску како би осигурала Франкову власт над франкистичком земљом. Постојале су четири локације чете: у Иванић-Граду, Ченстохови, Брну и Офенбаху на Мајни. Чланови су морали да носе плочасте оклопе, штитове и шлемове и да вредно вежбају.
Његова учења нису била намењена свим франкистима, већ само његовом лично одабраном, малом кругу „Браће и Сестара“, од којих је захтевао слепу послушност. Франк је покушао да одржи апсолутну контролу барем над овим кругом, користећи њихову склоност да верују у шедим и магију. Унутар круга „Браће и Сестара“, Франк је директно разговарао само са „Браћом“, према његовим учењима, ништа се није могло учинити само са женама, пошто су жене донеле смрт у свет.

## Доктрина

### „Речи Господње“
Најважнији франкистички текст је Księga Słów Pańskich („Књига речи Господњих“). Написана је на пољском језику елементарним, готово народним језиком и састоји се од кратких изрека (неке мање од десет речи), тумачења и парабола, визија и снова, дужих спекулација о елементима доктрине, разних епизода из Франковог живота, франкистичке „чете“ и савремених владара и бајковитих прича дужине до 1100 речи. Као потпору, углавном постоје цитати из Торе и Зохара, као и популарне приче из околне културе, које су цитиране дословно или парафразиране или прилагођене његовој сопственој доктрини. Текст почиње и завршава се визијом: § 1 је Франкова визија свог позива, § 2192 је Франков коначни тестамент својој „чете“. Речи Господње припадају јеврејској књижевности, али њен садржај одбацује јеврејску традицију и учења. Библијске личности попут Јакова, Исава и Јестире су темељи Франковог учења.
Франкова „Браћа“ су саставила дело између 1755. и 1791. године као Zbiór (збирку) материјала развијених на бројним састанцима. Оригинални пољски наслов Księga (књига) је стога донекле обмањујући и користи се само једном у збирци, у § 2192. Записивана је почев од 1773. године и дистрибуирана искључиво у рукописном облику његовим широко расутим следбеницима. Последњи познати комплетан рукопис (Речи Господње §§ 1–2192) уништен је, заједно са бројним другим франкистичким изворима, током разарања Варшаве у Другом светском рату. До недавно, сви истраживачи франкизма ослањали су се на изворни материјал опсежне биографије историчара Александра Краушара, најважније студије франкизма из предратног периода.

### Доктрина „V“
У франкизму, Франк је трећа месијанска инкарнација Тиферет након Сабатаја Зевија и Барухије Русоа [де] (1677–1720), а такође и поново рођени праотац Јаков. Ипак, он је само „помоћник“. Прави водич у франкизму је Девица, инкарнација Шехине и женског Месије. Франкисти би требало да је храбро прате, попут војника, кроз све ужасе. Пут којим је Франк настојао да поведе своје следбенике у „живот“ симболизовало је слово „V“, које такође представља Јаковљеве мердевине. Трагалац мора прво да се попне у понор да би достигао најдубљи ниво понижења, а затим да се поново попне у „живот“. Према франкистичкој доктрини, патријарси и Мојсије су већ покушали да прате тај пут, али нису успели, као и Зеви.
Франк проглашава да се спуштање франкиста низ „V“ лествицу у најдубље понижење огледа у мржњи друштва према њима и њиховом искључивању, што је резултат доследне примене франкистичке идеје да су сви закони и учења света само закони „Три зла светска владара“ (папе, цара и султана) и стога их није потребно поштовати. У најбољем случају, такви закони и учења треба да се одржавају само у привиду, религије и учења света могу се носити као празна љуска, а затим одбацити по хиру јер „истинска Тора“ тек треба да буде откривена. Мојсијев закон са својих Десет заповести треба презирати, јер је део „старе Торе“. Презир према свим учењима света кулминира у Франковој изјави свом блиском кругу „браће и сестара“ која се своди на заповест за потпуну асимилацију: треба се прилагодити одговарајућој религији или језику у зависности од земље. Франк такође саветује маскирану асимилацију у следећем одломку:
Соломон је био мудар, мудрији од свих народа. Мешао се са народима, узимао кћери царева за жене, али од тога није имао ништа. Могао се мешати са народима јер је био краљ. Али овде цео свет зна да сам потомак Јевреја, да сам новокрштен и сиромашан. Али имам наду да ћу се ове зиме помешати са њиховим друштвом, и они ће ме сами позвати. Могу вам рећи: ко се не меша са народима, сав му је труд узалудан!
Франк није био заинтересован за акултурацију Јевреја; него је желео да се они интегришу у друштво како би га на крају срушио. Да су непријатељи Јевреја у 18. веку били упознати са Франковим тајним секташким каноном, то би знатно отежало већ жестоко оспоравану јеврејску еманципацију.

### Девица
Центар франкизма био је нови концепт Шехине. Међутим, тај термин је био забрањен у франкизму јер ју је Јаков Франк називао „Девицом“. Шехина је кабалистички термин. Клаус Самуел Давидович, стручњак за јеврејске студије на Универзитету у Бечу, који је опширно писао о Франку и франкизму, претпоставља да је то у почетку било старо име за Бога које се односило на пребивалиште или присуство Бога на одређеном месту. Према Франковим учењима, сви важни преци, Аврам, Исак, Јаков и Мојсије, тежили су ка Девици, која се манифестовала у различитим особама, попут Рахиле, и сви су пропали. Мојсијево ослобођење из Египта такође није могло бити потпуно, јер је темељ спасења Девица. Али сада, према Франку, стигла је права Девица, женски Месија видљив свим људима: његова ћерка Ева Франк. У једном учењу, Франк се поистовећује са традиционалним Месијом бен Јосифом, који ће имати значајан утицај, али ће погинути у борби против непријатеља последњих времена. Баш као што претходи Месији бен Давиду, Франк припрема пут за Девицу, своју ћерку.
Франкизам карактерише Девицу користећи елементе прича о Јестири и снажно је под утицајем поштовања Марије у католичкој цркви које окружује Црну Мадону из Ченстохове. Тврдио је да ће Црна Мадона довести његове следбенике до франкистичке Девице и стога је крштење представио као неопходан корак. Пратећи Бахир и Зохар, у којима је Шехина описана као принцеза у кули, Франк се позива на стварну кулу манастира Јасна Гора где је био прогнан. Дао је да се направе минијатурни портрети његове ћерке Еве који одговарају католичким сликама Марије, Исусове мајке, они се сада налазе у Националној библиотеци Израела. Међутим, Ева, као Шехина, била је елемент који се још није појавио током Франковог живота. Девица је била скривена од Франка, а његов задатак је био да је ослободи. Црна Мадона указује на праву Девицу, која ће бити откривена пре коначног искупљења.  Франк је себе сматрао водичем Девице, који се, пре њене манифестације, налази на „мистериозном месту“ и дат је само њему од почетка света, како би он, као њен отац, био њен чувар. Душа Шехине је и даље била са Франком; његова „Браћа“ нису била достојна да је сами виде. Требало је да подрже Франка у проналажењу Девице. У зависности од понашања друштва, Девица би се понашала позитивно или негативно према њима, добро позната идеја из кабалистичких описа Шехине. Током очевог живота, Ива Франк је имала посебан положај унутар „друштва“: чим је била довољно стара, стајала је поред оца као поверљива особа и ађутант. Франк је више пута оптуживао своје следбенике да су се вратили у јудаизам, чиме су спречили ослобођење Девице. Једини пут до Девице јесте прилагођавање пољској средини.
Ослобођење Шехине, пренос душе Шехине са Јакова на Еву Франк, такође је описано у неким дужим наративима налик бајкама у Речима Господњим, који подсећају на блискоисточне моделе у 1001 ноћи. Користе традиционалну кабалистичку терминологију, при чему је мотив скривања и прерушавања у баштована важан у франкизму, башта представља симболичко окружење света десет сефирота. Јачање треће Сефире, Хокме, мушког принципа (познатог и као горња Шехина), такође доводи до ослобођења доње Шехине.  У Франковој перцепцији Девице, јасно је колико су његове идеје дубоко укорењене у Кабали и другим јеврејским списима, упркос хришћанским утицајима. Аутор(и) Речи Господњих који су створили тако живописне параболе и алегорије захтевали су одлично познавање кабалистичке литературе.

### Да'ат, мистични циљ
Последња фаза мистичног пута у франкизму је Да'ат „космичко сазнање“. У Зохару, као и у франкизму, Да'ат описује мистично место где су свих десет сефирот уједињене. То је привидна сефира, која космолошки значи „скривено знање“ које ствара хармонизујућу заједницу између два сефирота: мушког принципа Хокме и женског принципа Бине. Она је резултат спајања ових космичких сила. На физичком нивоу, „знање“ значи сексуално сједињење мушкарца и жене, које се манифестује у сједињењу Адама и Еве у Постању 4:1. Стога је могуће достићи Да'ат кроз сексуални однос. Уз помоћ сексуалних обреда, Јаков Франк је желео да досегне Да'ас на земљи, последњу степеницу Јаковљевих мердевина. Ово знање је било виша спознаја која би донела дубок увид у све. Било је то просветљење и свежа спознаја у једном. Са њим би били повезани ново име и нова душа.
Френк је нагласио да сви патријарси, укључујући Сабатаја Зевија, нису могли да уђу у Да'ат јер нису били крштени. Да би неко био достојан уласка у Даат, прво мора да достигне ниво Исава, прихватање католицизма.
Франкизам је дозвољавао свим својим следбеницима да учествују у мистичној потрази за Да'атом, али је захтевао слепу послушност свом вођи, у комбинацији са потпуним напуштањем свих закона и учења, којих су се, у сваком случају, само привидно придржавали. Верни моту: „Што је моја послушност Господу слепља и радикалнија, то је већа могућност достизања Даата“, након прихватања католичанства, франкисти су се трудили да заврше лични пут ка Даату, што би на крају било могуће само за неколицину одабране „браће и сестара“.
Троугао или „V“ на мердевинама односи се на Тројство, али истовремено и на земаљски пут франкиста: ослобађајући се свих закона и учења, деградирали су себе и навукли презир друштва. „V“ се примењује на Едом, Шехину и Даат, што значи да франкисти треба да буду крштени да би досегли космичког Исава, или, на врху „V“, Девицу, која ће их подићи из дубина њиховог изгнанства, водећи их назад ка Даату. Почетак уласка у Даат видеће се на земљи када се франкисти интегришу у нејеврејско друштво и прихвате од стране међународне заједнице. Тада ће се мистично-космолошки пут наставити.

## Научна анализа
Неколико ауторитета за сабатеизам, попут Хајнриха Греца и Александера Краушара, били су скептични према постојању посебне франкистичке доктрине. Према Гершому Шолему, ауторитету за сабатеизам и кабалу из 20. века, Краушар је описао Франкове изреке као „гротескне, комичне и несхватљиве“. У свом класичном есеју „Искупљење кроз грех“, Шолем је поставио франкизам као каснији и радикалнији изданак шабатеизма. Насупрот томе, Џеј Мајклсон тврди да је франкизам био „оригинална теологија која је била иновативна, иако злокобна“, која је, у многим аспектима, била одступање од ранијих формулација шабатеизма. У традиционалној шабатеистичкој доктрини, Зеви (и често његови следбеници) тврдили су да су у стању да ослободе искре светости скривене у ономе што је изгледало као зло. Према Мајклсону, Франкова теологија је тврдила да је покушај ослобађања искри светости проблем, а не решење. Уместо тога, Франк је тврдио да је „мешање“ светог и несветог било врлински поступак.
Нетанел Ледерберг тврди да је Франк имао гностичку филозофију у којој је постојао истински Бог чије је постојање скривао демијург. Овај „истински Бог“ наводно би могао бити откривен само кроз уништење друштвених и верских структура које је створио демијург, што је довело до потпуног антиномијанизма. За Франка, разлика између добра и зла је производ света којим влада „лажни Бог“. Ледерберг упоређује Франков став са ставом Фридриха Ничеа.

## После Јакоба Франка
Након што је Јакоб Франк умро 1791. године, његова ћерка Ева, која је 1770. године проглашена Девицом, наставила је да води покрет са својом браћом.

## Савремене референце на „франкизам“
Негативни коментари у вези са франкизмом су се одржали до данас у неким деловима Сједињених Држава и другим западним земљама. Крајње десничарска аналисткиња ки јутуберка Кендас Овенс повезује га са обожавањем ђавола и назива га „преферираном религијом елита“.